# Парламентарни избори у Италији 1953.
Парламентарни избори у Италији 1953. су одржани 7. јуна.
Изборе је победила коалиција окупљена око Хришћанске демократије, која је формирала владу.

## Резултати

### Избори за Дом посланика
| Партије/коалиције | Гласови    | Гласови (%) | Мандати |
| --- | ---------- | ----------- | ------- |
| - Хришћанска демократија - Италијанска социјалистичко демократска партија - Италијанска либерална странка - Италијанска републиканска партија - Народна партија Јужног Тирола - Сардинска странка акције | 13.491.808 | 49,80       | 303     |
| Италијанска комунистичка партија | 6.121.922  | 22,60       | 143     |
| Италијанска социјалистичка партија | 3.441.305  | 12,70       | 75      |
| Монархистичка национална партија | 1.855.842  | 6,85        | 40      |
| Италијански социјални покрет | 1.582.567  | 5,84        | 29      |
| Остали | 599.299    | 2,21        | 0       |
| Укупно | 27.092.743 | 100,00      | 590     |

### Избори за Сенат
| Партија                                        | Гласови    | %    | Сенатори |
| ---------------------------------------------- | ---------- | ---- | -------- |
| Хришћанска демократија                         | 9.692.584  | 39,9 | 113      |
| Италијанска комунистичка партија               | 4.912.093  | 20,2 | 51       |
| Италијанска социјалистичка партија             | 2.893.148  | 11,9 | 27       |
| Монархистичка национална партија               | 1.732.793  | 7,1  | 16       |
| Италијански социјални покрет                   | 1.473.596  | 6,1  | 9        |
| Италијанска социјалистичко демократска партија | 1.046.659  | 4,3  | 4        |
| Италијанска либерална странка                  | 695.985    | 2,9  | 3        |
| Италијанска републиканска партија              | 262.484    | 1,1  | 0        |
| Народна партија Јужног Тирола                  | 107.139    | 0,4  | 2        |
| Независни - демохришћани, комунисти, ПРИ, ПСИ  | ??         | 2,6  | 12       |
| Oстали                                         | 858.470    | 3,5  | 0        |
| Неважећи                                       | 1.173.850  | –    | –        |
| Укупно                                         | 25.483.201 | 100  | 237      |
| Уписани бирачи/излазност                       | 27.172.871 | 93,8 | –        |
| Извор: Nohlen & Stöver                         |            |      |          |